# Walter Pidgeon
Walter Pidgeon Davis (23 de setembro de 1897 - 25 de setembro de 1984) foi um ator canadense que viveu a maior parte de sua vida adulta nos Estados Unidos.
Estrelou muitos filmes, incluindo  Blossoms in the Dust, Mrs. Parkington, The Bad and the Beautiful, Forbidden Planet, Advise & Consent e Funny Girl. Viveu também o papel do Almirante Nelson, do SS Seaview, em Voyage to the Bottom of the Sea.

## Biografia
Walter Pidgeon serviu na Primeira Guerra Mundial, tendo sido ferido na França. Após 17 meses hospitalizado, trabalhou brevemente como bancário em Boston. Em seguida, mudou-se para Nova Iorque, para tentar a carreira de ator. Depois de breve passagem pelo teatro, passou a atuar em filmes sem importância na era do cinema mudo. Com a chegada dos filmes sonoros, sua voz de barítono foi bem aproveitada nos primeiros musicais.
O auge de sua carreira deu-se na década de 1940, quando apareceu em produções como Man Hunt, dirigido por Fritz Lang, e How Green Was My Valley, de John Ford. Alcançou grande popularidade com os oito filmes que coestrelou com Greer Garson, sendo que dois deles lhe deram indicações ao Oscar de Melhor Ator: Mrs. Miniver (1942) e Madame Curie (1943).
A partir dos anos 1950, especializou-se em papéis de coadjuvante, que ele desempenhava com a mesma dignidade e charme que caracterizaram suas atuações como protagonista. Nessa década, foi presidente da Screen Actors Guild por cinco anos. Em 1956, voltou à Broadway para estrelar "The Happiest Millionaire" e depois "Take Me Along" (1959), mas continuou a fazer filmes, inclusive para a televisão, até 1978, ano em que atuou com uma pletora de astros das telas e do rock em Sextette.
Casou-se duas vezes, a primeira com Edna (Muriel) Pickles, de 1919 a 1921, data em que ela faleceu. Tiveram uma filha, também chamada Edna. Em 1931, casou-se novamente, agora com Ruth Walker. O casamento durou até sua morte, em 1984, vítima de infarto, dois dias após completar 87 anos de idade.